# Bactrocera irvingiae
Bactrocera irvingiae är en tvåvingeart som beskrevs av Drew och Albany Hancock 1994. Bactrocera irvingiae ingår i släktet Bactrocera och familjen borrflugor.
Artens utbredningsområde är Thailand. Inga underarter finns listade.